# Diálogo con Trifón

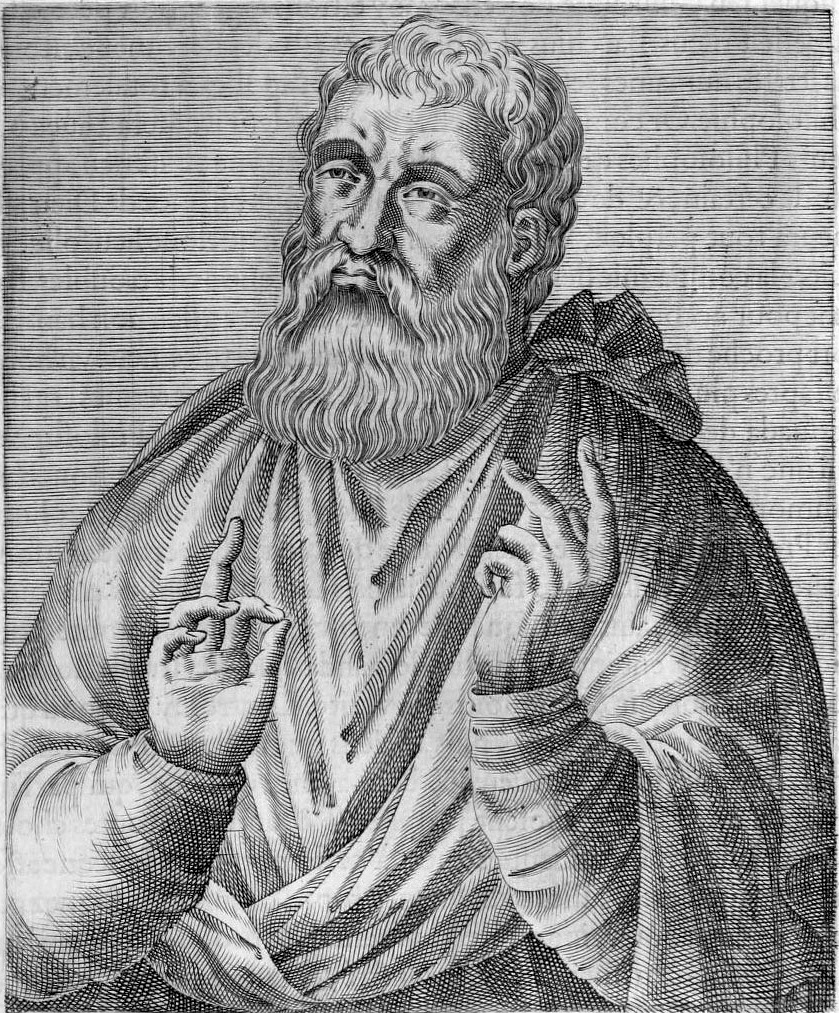
Justino Mártir.

El Diálogo con Trifón, junto con la Primera y Segunda Apología, es un texto apologético cristiano del siglo II, que documenta los intentos del teólogo Justino Mártir demostrar que el Cristianismo es la nueva Ley para todos los hombres, y probar por medio de las Escrituras que Jesús es el Mesías judío.
El Diálogo utiliza el recurso literario de una conversación intelectual entre Justino y Trifón, un judío. La sección final propone que los cristianos son el verdadero pueblo de Dios.

## Identidad de Trifón
Se ha propuesto la identidad de Trifón como el rabino Tarfón (el nombre hebreo Tarfón probablemente deriva del griego Trifón), pero prácticamente todos los eruditos mencionados en las Respuestas judías a los primeros cristianos de Setzer no aceptan la noción de que Trifón es Tarfón. Estos eruditos dicen que Trifón es un personaje de ficción inventado por Justino para sus objetivos literarios. El libro de Setzer afirma además que, ya sea que haya existido o no un personaje en el que se basó Trifón, generalmente se puede suponer que las palabras de Trifón, «Justino se las puso en la boca».

## Configuración y estructura
El escenario se presenta como una reunión casual entre Justino y Trifón en Éfeso. Justino acababa de convertirse al cristianismo desde un trasfondo filosófico y Trifón acababa de huir de los disturbios en Palestina. Cuando Justino sugiere a Trifón que se convierta al cristianismo, el diálogo empieza. Trifón critica a los cristianos por varios motivos, y Justino brinda respuestas a cada crítica.
En la apertura del «diálogo», Justino relata su vana búsqueda entre los estoicos, peripatéticos y pitagóricos por un conocimiento satisfactorio de Dios; su descubrimiento en las ideas de las alas para su alma de Platón, con la ayuda de la cual esperaba alcanzar la contemplación de la mente de Dios; y su reunión a la orilla del mar con un hombre anciano que le dijo que por ningún esfuerzo humano sino solamente por revelación divina podría alcanzarse esta bienaventuranza, que los profetas habían transmitido esta revelación al hombre, y que sus palabras se habían cumplido. De la verdad de esto se aseguró por su propia investigación; y la vida cotidiana de los cristianos y la valentía de los mártires lo convencieron de que los cargos en su contra eran infundados. Entonces, buscó difundir el conocimiento del cristianismo como la verdadera filosofía.
En el Diálogo, Justino también escribió: «Porque elijo no seguir a los hombres o a las doctrinas de hombres, sino a Dios y las doctrinas [entregadas] por Él. Porque si has caído con algunos que son llamados cristianos, pero que no admiten esta [verdad], y se aventuran a blasfemar al Dios de Abraham, y al Dios de Isaac, y al Dios de Jacob, que dicen que no hay resurrección de los muertos, y que sus almas, cuando mueren, son llevadas al cielo; no imagines que ellos son cristianos». Este pasaje es citado a veces como evidencia de que la iglesia primitiva se suscribió a la doctrina del sueño del alma, aunque algunos afirman que el énfasis de Justino es reafirmar que la negación de la resurrección de los muertos es lo que los hace no cristianos, especialmente considerando que él afirma que «incluso después de la muerte las almas están en un estado de sensación» en el capítulo 18 de su Primera Apología.
En su edición crítica (con traducción al francés), Philippe Bobichon demuestra la naturaleza particular de este texto, influenciado igualmente por el pensamiento griego y rabínico.

## Datación
Debido a que en el texto Justino menciona su Primera Apología, que fue escrita en algún momento entre 150-155 d. C., el Diálogo con Trifón es posterior, se ha sugerido que la fecha de autoría se encuentra  en cualquier lugar entre 155-167 d. C., con algunos estudiosos favoreciendo 155-160 d. C., o incluso la fecha específica de 160 d. C.

## Autenticidad
La autenticidad del Diálogo con Trifón y las dos Apologías es comúnmente aceptada. Se conservan solo en el Sacra parallela; pero, además de que eran conocidos por Taciano, Metodio y Eusebio, su influencia se puede rastrear en Atenágoras, Teófilo de Antioquía, el Pseudo-Melitón y especialmente Tertuliano. Eusebio habla de dos Apologías, pero él las cita a ambas como una, lo que en realidad son en esencia. La identidad de la autoría se muestra no solo por la referencia en el capítulo 120 del Diálogo a la Apología, sino por la unidad del tratamiento. Zahn demostró que el Diálogo se dividió originalmente en dos libros, que hay una laguna considerable en el capítulo 74, así como al principio, y que probablemente se basa en un hecho real en Éfeso; la personalidad del rabino Tarfon es empleada, aunque en una forma helenizada.

## Ediciones

### En griego
- van Winden, J. C. M. (1971). An Early Christian Philosopher: Justin Martyr’s Dialogue with Trypho. Philosophia patrum. Volume 1. Leiden: E. J. Brill.
- Bobichon, Philippe (2003). Dialogue avec Tryphon: édition critique (en francés). Volume 1. University of Fribourg. ISBN 978-2-8271-0958-6.
- Khazarzar, Ruslan (ed.). «Τοῦ ἁγίου Ἰουστίνου πρὸς Τρύφωνα Ἰουδαῖον Διάλογος». khazarzar.skeptik.net (en griego antiguo).

### En inglés
- Justino Mártir (1995). Dialogue with Trypho, a Jew (Paul Vincent Spade, trad.)., del texto griego en van Winden, 1971.

## Lectura adicional
- Wikisource en inglés contiene una copia de Diálogo con Trifón.
- Bobichon, Philippe (2003). Dialogue avec Tryphon: Notes de la traduction, appendices, indices (en francés). Volume 2. University of Fribourg.
- Bobichon, Philippe, "¿ Como se integra el tema de la filiación en la obra y en el pensamiento de Justino ?" in: Patricio de Navascués Benlloch – Manuel Crespo Losada – Andrés Sáez Gutiérrez (dir.), Filiación. Cultura pagana, religión de Israel, orígenes del cristianismo, vol. III, Madrid, 2011, pp. 337-378 online
- Bobichon, Philippe, "Œuvres de Justin Martyr : Le manuscrit de Londres (Musei Britannici Loan 36/13) apographon du manuscrit de Paris (Parisinus Graecus 450)" , Scriptorium 57/2 (2004), pp. 157-172 online
- Bobichon, Philippe, "Justin Martyr : étude stylistique du Dialogue avec Tryphon suivie d’une comparaison avec l’Apologie et le De resurrectione", Recherches augustiniennes et patristiques 34 (2005), pp. 1-61 online
- Bobichon, Philippe, "Comment Justin a-t-il acquis sa connaissance exceptionnelle des exégèses juives (contenus et méthodes) ?", Revue de Théologie et de Philosophie, 139, 2007, pp. 101-126 online
- Wendel, Susan J, Scriptural Interpretation and Community Self-Definition in Luke-Acts and the Writings of Justin Martyr, Brill, 2011.

- Datos: Q639505